# Villa Mazziotti

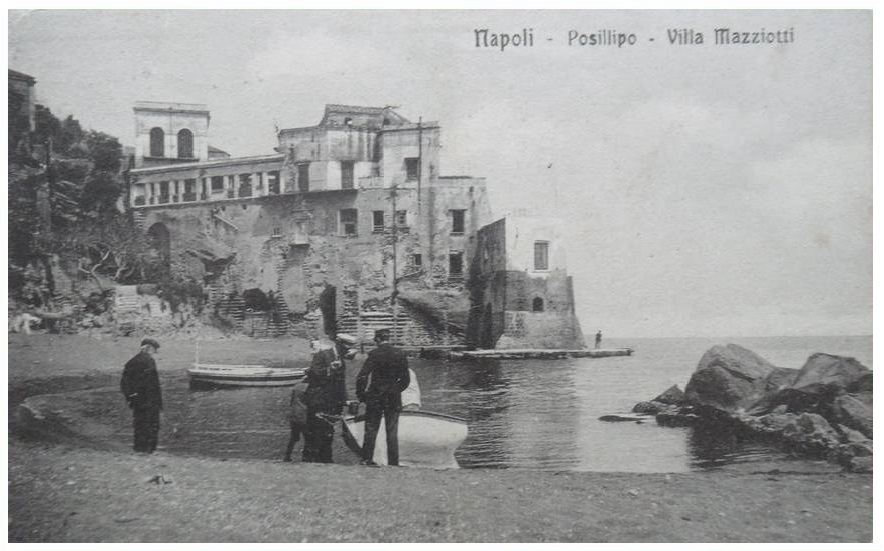
Villa Mazziotti in Neapel auf einer alten Ansichtskarte

Die Villa Mazziotti ist ein Landhaus aus den 1840er-Jahren im Viertel Posillipo von Neapel in der italienischen Region Kampanien. Sie liegt in der Via Posillipo, 40 und wurde auf einem Bollwerk aus der Zeit der Vizekönige errichtet, an einem Ort, an dem sich der Palazzo del Duca d’Aquale (1629) befand, das frühere Casino dell’Annunciata aus dem 15. Jahrhundert.

## Geschichte
Das Gebäude, das heute ein Mietshaus ist, war Teil der Besitzungen der Familie Mazziotti, Barone von Celso. Ein Angehöriger dieser Familie, die aus dem Ortsteil Celso (Pollica) stammt, Francesco Antonio Mazziotti, ein Held der italienischen Einheit, musste aufgrund einer restriktiven Anordnung der Präfektur vom Juni 1838 vom Cilento zur Überwachung durch dieselbe nach Neapel umziehen und kaufte dort 1840 verschiedene Gebäude, darunter auch den Palazzo Mazziotti an der Trinità Maggiore (heute Via Benedetto Croce) und ebendiese Villa auf einem Kap in Posillipo.

## Beschreibung
Die Villa hat einen gemeinsamen Eingang zusammen mit der Villa Roccaromana sowie einen eigenen Eingang mit einem Eisentor. Sie hat ein Tiefparterre, ein Erdgeschoss mit drei Räumen, ein Obergeschoss mit 12 Räumen und eine Aufstockung mit einem Raum. Sie hat einen Vorbau mit Anlegestelle zum Meer hin und mit Räumlichkeiten auf verschiedenen Ebenen.

## Künstlerische Darstellungen

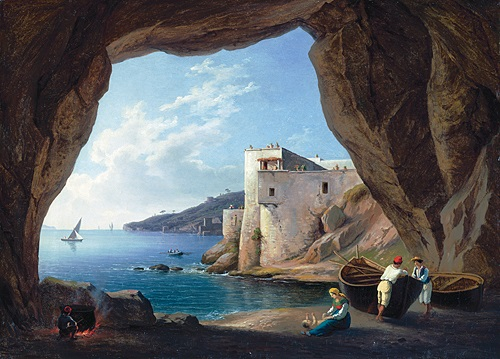
Villa Mazziotti von Westen

Der frühere Palazzo del Duca d’Aquale ist in einer Ansicht von Westen auf einem Ölgemälde dargestellt, das sich im Museo del Prado in Madrid befindet. Die Villa Mazziotti ist, ebenfalls in einer Ansicht von Westen, auf einem Ölgemälde der Baroness Olimpia Mazziotti di Celso Cosenza dargestellt, das ihre Erben bewahrt haben, sowie auf einer weiteren Ölgemälde eines unbekannten Künstlers. Eine weitere Abbildung der Villa, das einzige Bild, das eine Ansicht von Osten zeigt, „gesehen von der Grotte aus, mit Personen in Kostümen“ sieht man auf einer deutschen Gouache dargestellt. Darüber hinaus existieren alte Ansichtskarten (aus der Zeit von 1885 bis 1913) der Villa Mazziotti, bei denen der kleine Strand im Westen noch frei von anderen Anlagen ist.